# Orlando Magic 1990-1991
La stagione NBA 1990-1991 fu la 2ª stagione della storia degli Orlando Magic che si concluse con un record di 31 vittorie e 51 sconfitte nella regular season, il 4º posto nell'Atlantic Division e il 10° complessivo nella Eastern Conference.
La squadra non riuscì a qualificarsi per i playoff del 1991.

## Draft
| Giro | Scelta | Giocatore    | Posizione   | Nazionalità | Università/Club |
| ---- | ------ | ------------ | ----------- | ----------- | --------------- |
| 1    | 4      | Dennis Scott | ala piccola | Stati Uniti | Georgia Tech    |

## Regular season
| Squadra            | V  | P  | %    | GB |
| ------------------ | -- | -- | ---- | -- |
| Boston Celtics     | 56 | 26 | 68,3 | -  |
| Philadelphia 76ers | 44 | 38 | 53,7 | 12 |
| New York Knicks    | 39 | 43 | 47,6 | 17 |
| Orlando Magic      | 31 | 51 | 37,8 | 24 |
| Washington Bullets | 30 | 52 | 36,6 | 26 |
| New Jersey Nets    | 26 | 56 | 31,7 | 30 |
| Miami Heat         | 24 | 58 | 29,3 | 32 |

## Play-off
Non qualificata

## Roster
| N° | Naz.                   | Ruolo | Sportivo       | Anno | Alt. | Peso |
| -- | ---------------------- | ----- | -------------- | ---- | ---- | ---- |
| 3  | Stati Uniti (bandiera) | A     | Dennis Scott   | 1968 | 203  | 104  |
| 4  | Stati Uniti (bandiera) | G     | Scott Skiles   | 1964 | 185  | 82   |
| 11 | Stati Uniti (bandiera) | G     | Sam Vincent    | 1963 | 188  | 84   |
| 20 | Stati Uniti (bandiera) | G     | Morlon Wiley   | 1966 | 193  | 84   |
| 25 | Stati Uniti (bandiera) | GA    | Nick Anderson  | 1968 | 198  | 93   |
| 31 | Stati Uniti (bandiera) | AC    | Mark McNamara  | 1959 | 211  | 107  |
| 31 | Stati Uniti (bandiera) | AC    | Jeff Turner    | 1962 | 206  | 104  |
| 32 | Stati Uniti (bandiera) | GA    | Otis Smith     | 1964 | 196  | 95   |
| 33 | Stati Uniti (bandiera) | A     | Terry Catledge | 1963 | 203  | 100  |
| 34 | Stati Uniti (bandiera) | C     | Greg Kite      | 1961 | 211  | 113  |
| 35 | Stati Uniti (bandiera) | GA    | Jerry Reynolds | 1962 | 203  | 91   |
| 42 | Stati Uniti (bandiera) | AC    | Mark Acres     | 1962 | 211  | 100  |
| 42 | Stati Uniti (bandiera) | AC    | Howard Wright  | 1967 | 203  | 100  |
| 45 | Stati Uniti (bandiera) | A     | Michael Ansley | 1967 | 201  | 102  |

## Staff tecnico
- Allenatore: Matt Guokas
- Vice-allenatori: Brian Hill, John Gabriel

### Arrivi/partenze
Mercato e scambi avvenuti durante la stagione:
Arrivi
| N° | Naz.                   | Ruolo | Sportivo      |  | Alt. |  |
| -- | ---------------------- | ----- | ------------- |  | ---- |  |
| 42 | Stati Uniti (bandiera) | AP    | Howard Wright |  |      |  |

Partenze
| N° | Naz.                   | Ruolo | Sportivo      |  | Alt. |  |
| -- | ---------------------- | ----- | ------------- |  | ---- |  |
| 31 | Stati Uniti (bandiera) | C     | Mark McNamara |  |      |  |
| 42 | Stati Uniti (bandiera) | AP    | Howard Wright |  |      |  |

## Premi e onorificenze
- Scott Skiles nominato Rivelazione dell'anno
- Dennis Scott incluso nell'NBA All-Rookie First Team